# Xenillus ybarrai
Xenillus ybarrai är en kvalsterart som beskrevs av Morell 1987. Xenillus ybarrai ingår i släktet Xenillus och familjen Xenillidae. Inga underarter finns listade i Catalogue of Life.